# 世代交代 (音楽グループ)
世代交代（セダイコウタイ、세대교체）は、1980年代後半に活躍した韓国の歌手グループである。

## 概要
1987年に結成されたハンバッ企画所属の3人組音楽グループ「ソバンチャ」に対抗して結成。女性ボーカルのイム・ジュヨン、男性メンバーであるチョ・ガンソクとキム・ジュンサムの3人組で構成されている。
1988年、タイトル曲「愛の挑戦者」でデビュー。イム・ジュヨンのボーイッシュなスタイルと歌唱力、激しい振り付けとヌンチャクを用いたパフォーマンスが特徴的だった。1集の活動終了後、男性メンバーによる兵役義務のため、グループは解散。その後、女性メンバーだったイム・ジュヨンはソロ歌手として活動した。

## メンバー
- イム・ジュヨン
- チョ・ガンソク
- キム・ジュンサム

## ディスコグラフィー
- 1集「世代交代」(1989年)[2]

## CF
- 金星寺ミニカセットアハ(1989年)[3]